# Pilea amplistipulata
Pilea amplistipulata là loài thực vật có hoa trong họ Tầm ma. Loài này được C.J. Chen miêu tả khoa học lần đầu tiên vào năm 1982.